# チャーリー・パク
チャーリー・パク（Charlie Park、本名：パク・ヨンチョル、1955年3月16日 - 2023年11月6日）は、韓国の歌手、作詞家、サックス奏者、ミュージカル俳優である。
2023年11月6日、死去した。68歳没。
息子は神話のメンバーであるチョンジン。

## ディスコグラフィ

### アルバム
- 1集「カサノバ愛」
- デジタルシングル「リコレクション」
- デジタルシングル「父の父」

## 出演作品等

### テレビドラマ
- 2007年 KBS朝ドラマ「愛しても大丈夫」

### テレビ広告
- KTFTエバー（ソン・ヘギョ編）
- クミョン

### 公演
- ミュージカル セブンテムテイション
- ミュージカル 愛を叶えてくれます